# Ruta 202 (Costa Rica)
La Ruta 202, oficialmente Ruta Nacional Secundaria 202, es una ruta nacional de Costa Rica ubicada en las provincias de San José y Cartago.

## Descripción
En la provincia de San José, la ruta atraviesa el cantón de Montes de Oca (los distritos de San Pedro, Sabanilla, Mercedes, San Rafael).
En la provincia de Cartago, la ruta atraviesa el cantón de La Unión (los distritos de Tres Ríos, Concepción, Dulce Nombre, San Ramón).